# لژیون دونور
نشان لژیون دونور (به فرانسوی: Ordre national de la Légion d'honneur)، بالاترین نشان افتخار کشور فرانسه است که ناپلئون بناپارت در ۱۹ می ۱۸۰۲ آن را بنیان گذاشت. به این نشان برخی در فارسی به اشتباه «نشان شوالیه ادب و هنر» نیز می‌گویند. با این توضیح که نشان ادب و هنر فرانسه خود نشانی مستقل است و پیشوند شوالیه تنها برای تشخیص درجه نشان است. شوالیه درجهٔ پنجم از نشان لژیون دونور است. این نشان از ۱۸۱۵ به دستور لوئی هجدهم به پنج سطح درجه‌بندی شد که شامل سه رده و دو مقام است که پایین‌ترین ردهٔ آن شوالیه است:
سه رده:
- شوالیه (Chevalier)
- افسر (Officier)
- فرمانده (Commandeur)

دو مقام:
- افسر بزرگ (Grand Officier)
- صلیب بزرگ (Grand Croix)

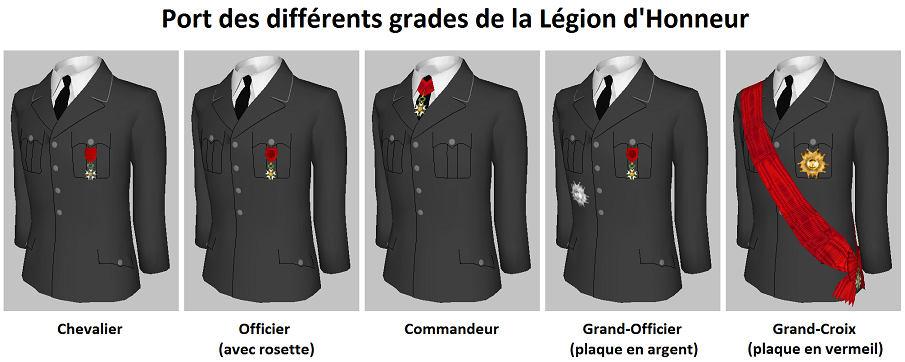
طریقه پوشیدن پنج نوع نشان لژیون دونور برای آقایان

عضویت در لژیون دونور (دونُور) به اتباع فرانسه محدود شده‌است. با این حال، اتباع سایر کشورها که به فرانسه خدمت کرده‌اند یا از آرمان‌های آن حمایت کرده‌اند ممکن است به دریافت نوعی از لژیون نایل شوند که تقریباً همان چیزی است که به عنوان عضویت در لژیون شناخته می‌شود.
لیست کاملی از افرادی که به افتخار عضویت لژیون از زمان اولین مراسم در سال ۱۸۰۳ تاکنون درآمده‌اند وجود ندارد. اما تعداد آن‌ها یک میلیون نفر برآورد شده‌است که حدود ۳۰۰۰ نفر (از جمله ۱۲۰۰ فرانسوی) به صلیب بزرگ مفتخر شده‌اند.

## تاریخچه
در طول انقلاب فرانسه، تمام دستورها فرماندهی جنگ و خونریزی فرانسه لغو شد و با سلاح‌های افتخاری جایگزین شد! این آرزوی ناپلئون بناپارت، مقام اول کشور، ایجاد جایزه ای برای ستایش غیرنظامیان و سربازان ساده بود. از این آرزو، لژیون دونور ایجاد شد! مجموعه‌ای از مردان که ناظم نظامی نبودند و خدمات برجسته ای انجام می‌دادند زیرا ناپلئون بر این باور بود که فرانسه به‌جای یک نظام جدید اشرافیت، خواهان به رسمیت شناختن شایستگی‌ها است. با این حال، لژیون دونور از سازماندهی دسته‌های قدیمی جوانمردان فرانسوی، برای مثال، نشان دونور سنت لوییس استفاده می‌کرد. نشان‌های لژیون دونور شباهت زیادی به همان نشان سنت لوئیس دارد که از روبان قرمز نیز استفاده می‌کرد. ناپلئون در اصل این جایزه را برای اطمینان از وفاداری سیاسی ایجاد کرد. از این سازمان به عنوان نما برای دادن امتیازهای سیاسی، هدایا و امتیازهایی استفاده می‌شود. لژیون افتخار به شکلی آزاد از یک لژیون رومی با لژیونرها، افسران، فرماندهان، "همگروهان" منطقه ای و یک شورای بزرگ الگوبرداری شده بود. بالاترین رتبه یک صلیب بزرگ نبود، بلکه یک صلیب بزرگ (Grand Eagle) بود، رتبه‌ای که نشان مشترک یک صلیب بزرگ را داشت. به اعضا دستمزد پرداخت شد که بالاترین آنها بسیار سخاوتمندانه بود: ۵۰۰۰
فرانک به یک افسر بزرگ ۲۰۰۰ فرانک به یک فرمانده ۱۰۰۰ فرانک به یک افسر ۲۵۰ فرانک به یک لژیونر ناپلئون گفت: "شما به این‌ها میگید، خوب؟ این دوستان بزرگ عوام هستند که مردان نظامی ما را هدایت می‌کنند… آیا فکر می‌کنید می‌توانید مردان را با استدلال به جنگ وادارید؟ هرگز. این فقط برای یک محقق در مطالعه اش خوب است. سرباز نیاز به جلال، تمایز، پاداش دارد.» این اغلب به این صورت نقل شده‌است که "مردان را با چنین جوایزی هدایت می‌کنند." ناپلئون همچنین گهگاه پس از نبرد مورد توجه قرار می‌گرفت که بپرسد شجاع‌ترین مرد یک هنگ کیست، و هنگامی که هنگ فرد را اعلام می‌کرد، ناپلئون نشان کت خود را لژیون افتخار می‌نامید و آن را به سینه مردانی که افتخارهای بزرگی کسب کرده بودند، می‌چسباند.

## کنسول
در انقلاب فرانسه تمامی سطوح شوالیه‌ها ملغی شد و با سلاح افتخار جایگزین شد. ناپلئون بناپارت نشانی را برای اهدا به سربازان و غیر نظامیان به‌وجود آورد که لژیون دو نور نام گرفت.

## نگارخانه

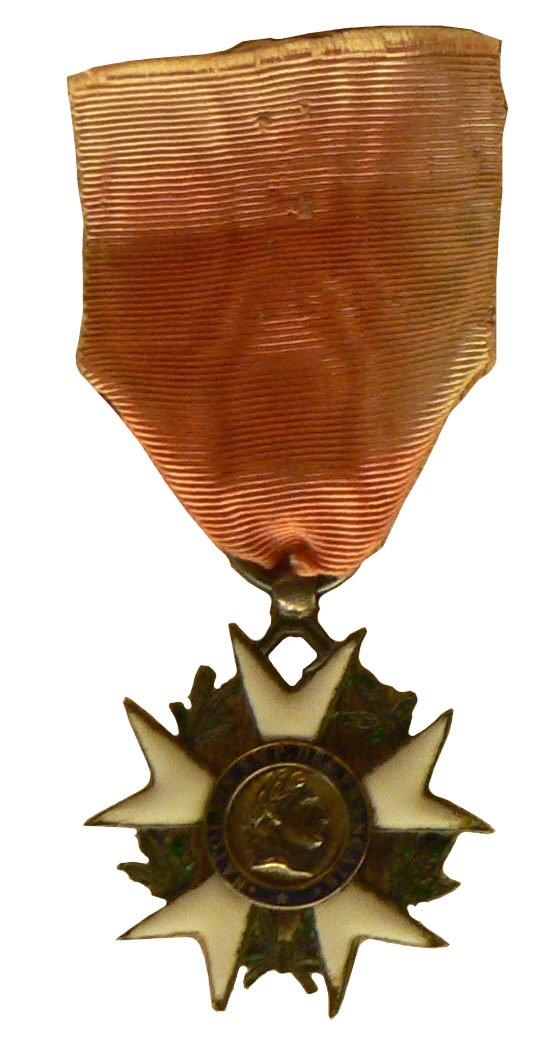
نشان اصلی "لژیونر" (۱۸۰۴)
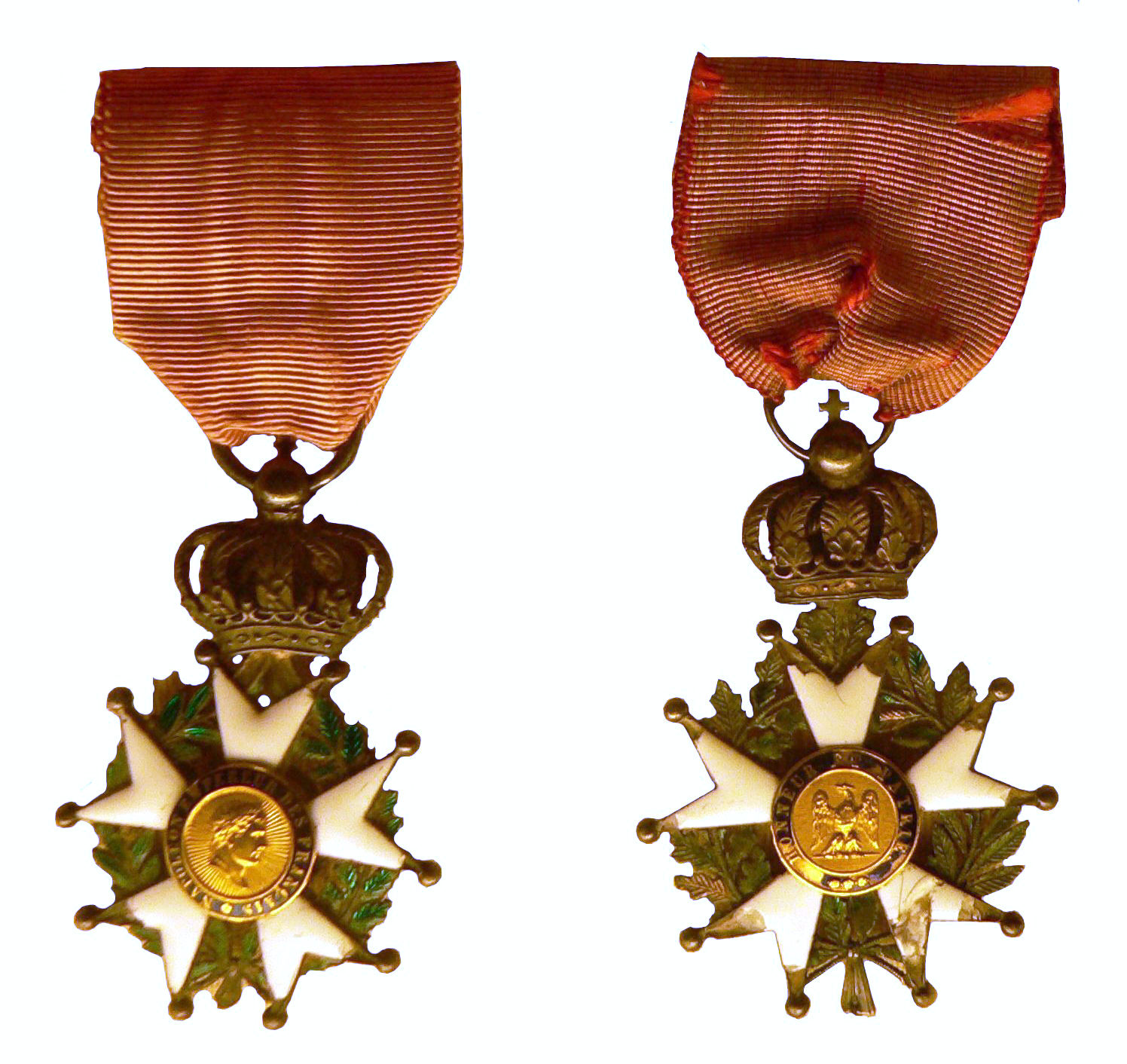
نشان «لژیونر» اواخر امپراتوری. جلو، نمای ناپلئون و عقب، عقاب امپراتوری را نشان می‌دهد و یک تاج سلطنتی که به صلیب و روبان وصل می‌باشد
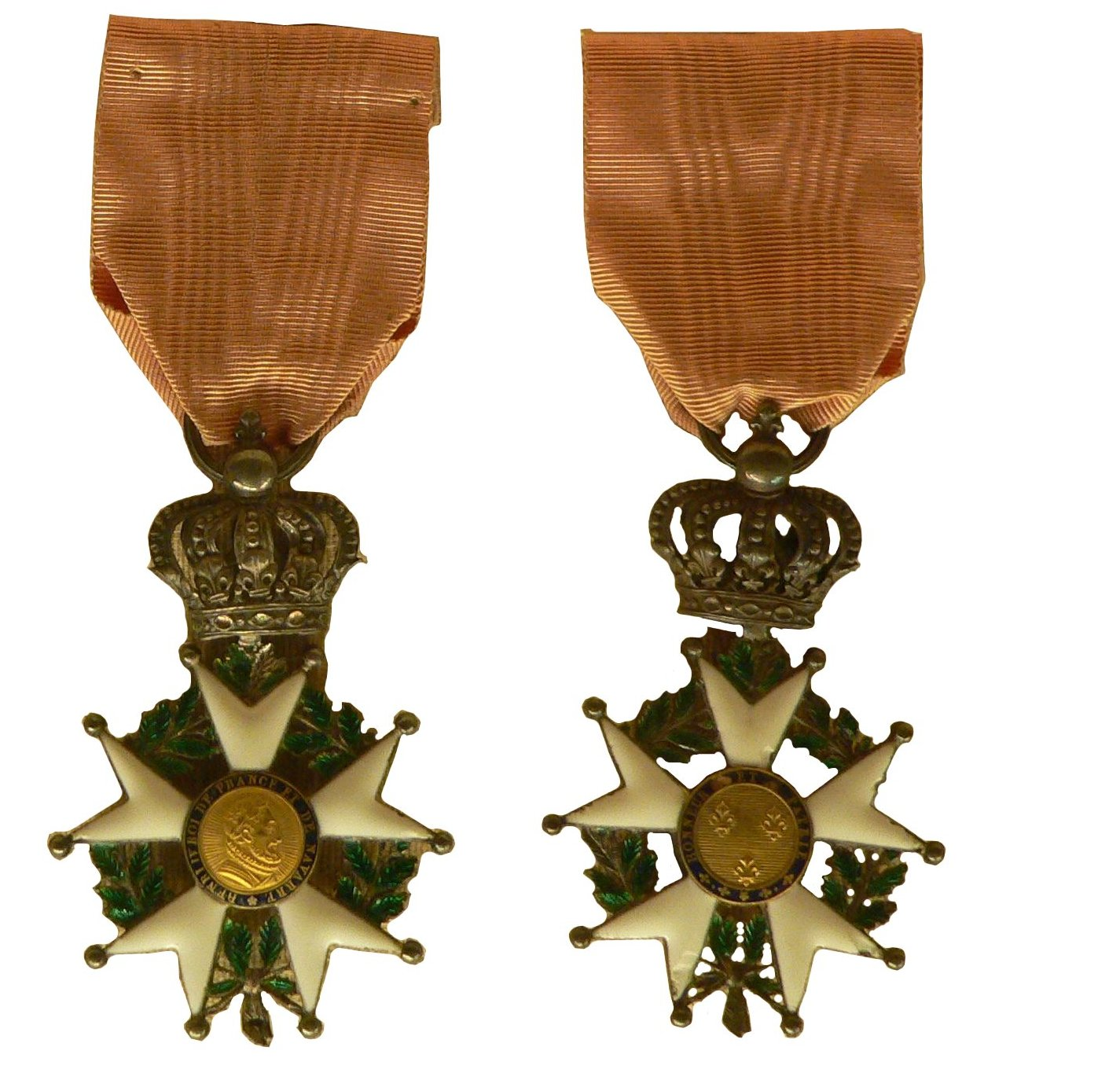
لوئی هجدهم (سال ۱۸۱۴) نشان شوالیه: ویژگی های جلو، آنری چهارم مشخصات آنری چهارم و عقب، بازوهای پادشاهی فرانسه (سه نماد گل زنبق) و یک تاج سلطنتی به صلیب و روبان متصل می‌شود
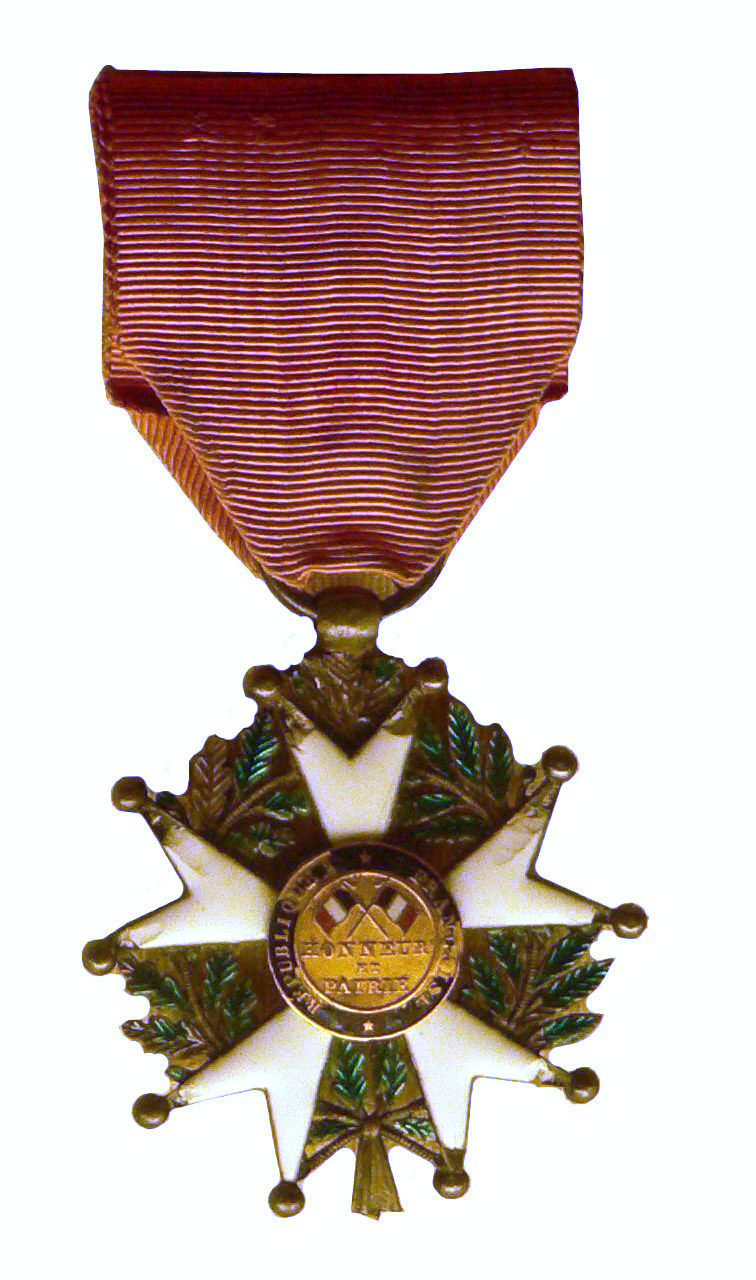
پشت یک صلیب جمهوری خواه با دو پرچم فرانسه
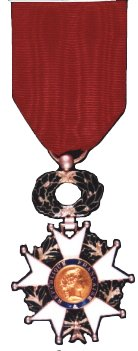
نشان شوالیه جمهوری پنجم که در مرکز، سر ماریان وجود دارد. تاجی از لور به صلیب و روبان متصل می‌شود
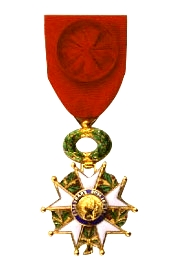
مدال فعلی برای رده افسری که با گل رز تزئین شده است
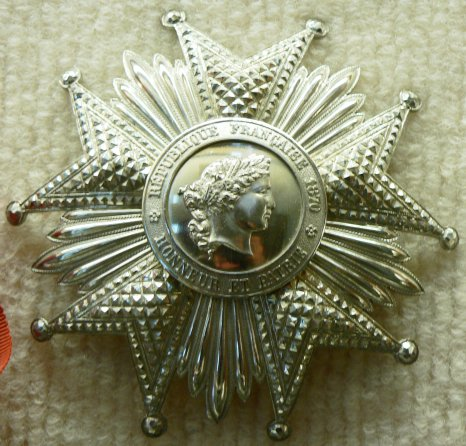
پلاک لژیون دونور جیانگ کای‌شک که در زمان وی، این پلاک از نقره ساخته شده بود
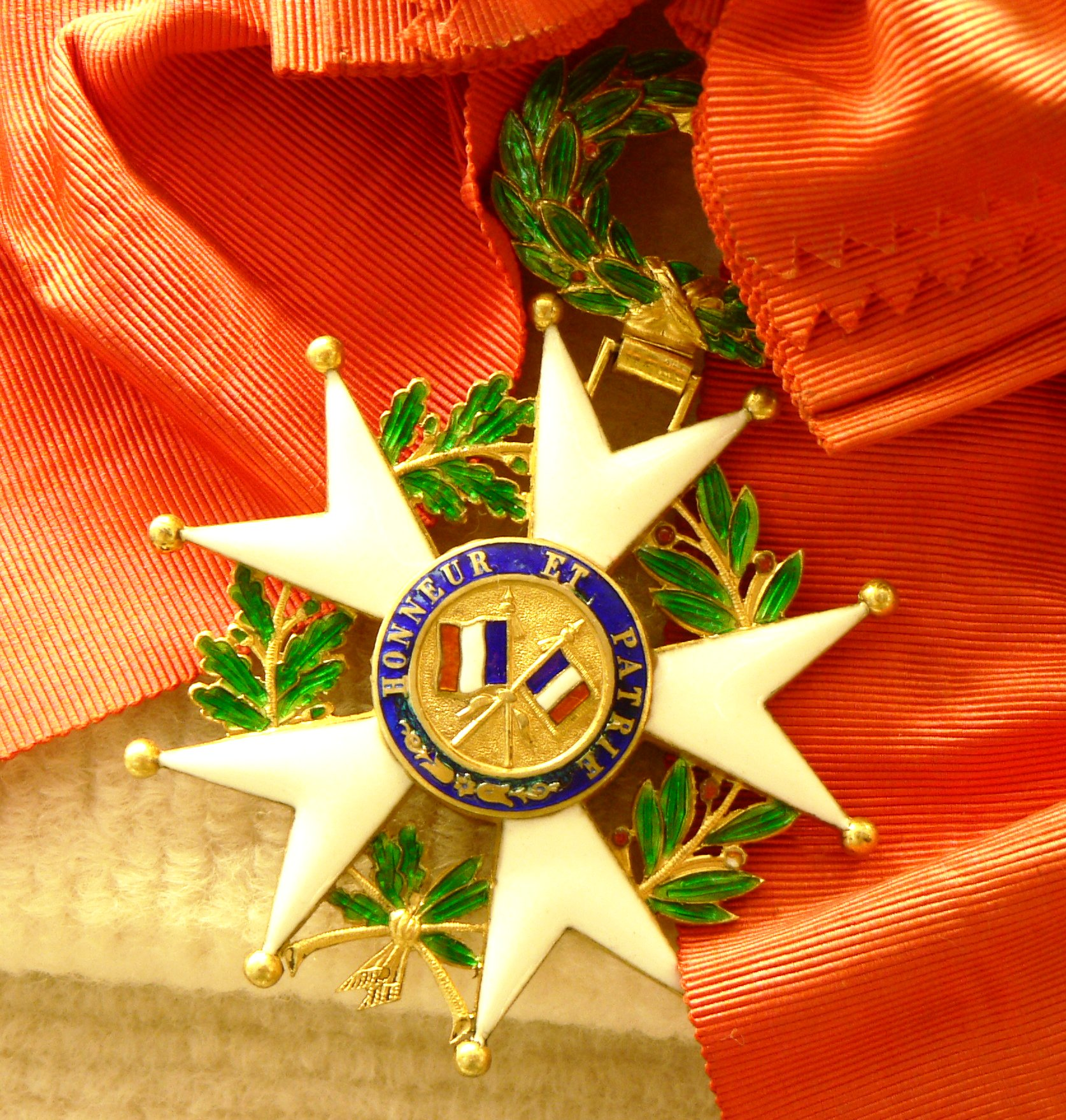
لژیون دونور جیانگ کای‌شک، این عکس صلیب بزرگ اوست
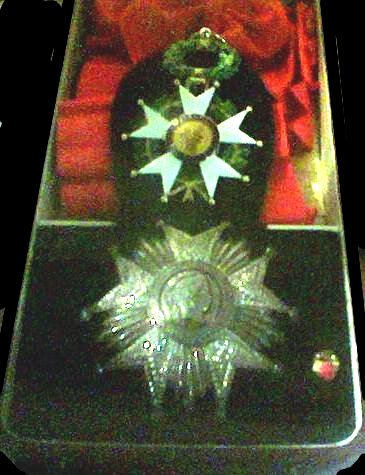
نشان یک صلیب بزرگ، امروزه ستاره، یک صلیب بزرگ طلایی شده است. ستاره نقره ای، نشان افسر بزرگ است
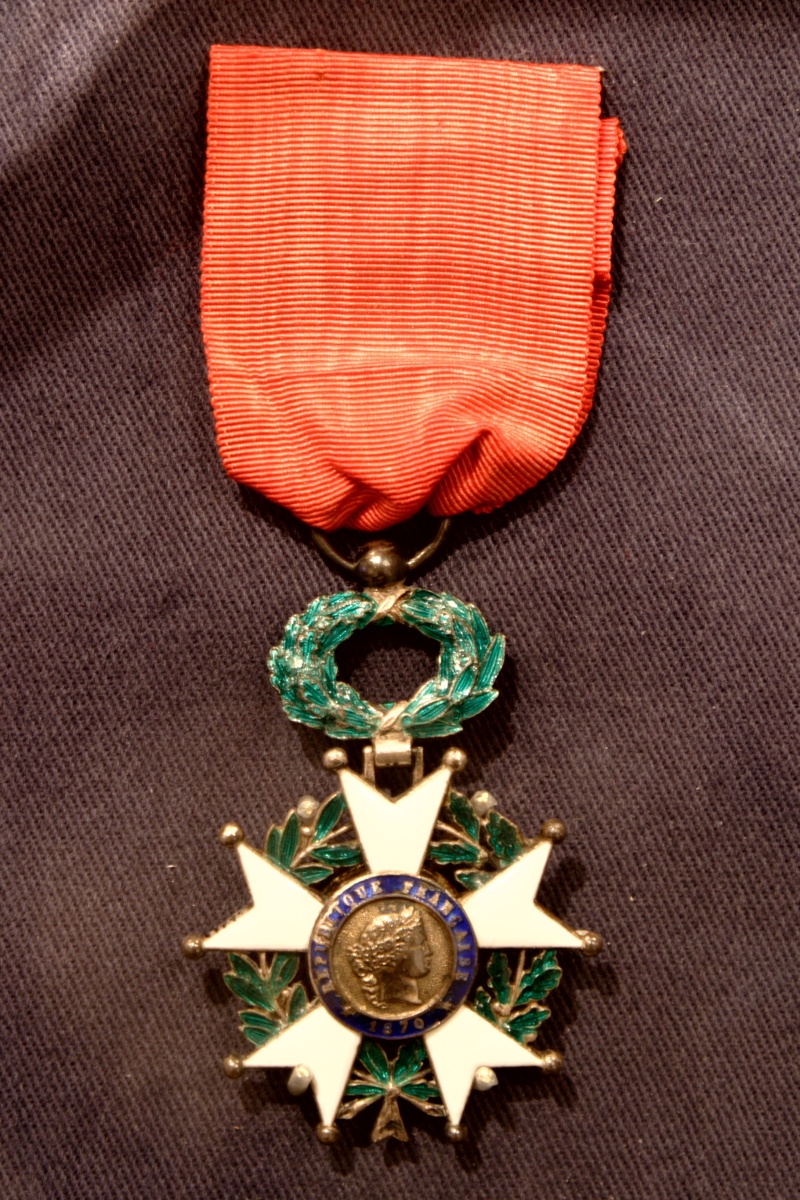
لژیون افتخار چارلز لیندبرگ